# Schlesier
Schlesier är en tysk folkgrupp från Schlesien, en historisk tysk region i Centraleuropa som sedan efter andra världskriget ligger i gränslandet mellan Polen, Tjeckien och Tyskland. Schlesierna har schlesiska som modersmål och är närmast besläktade med tjecker, polacker. I den polska och tjeckiska folkräkningen år 2011 uppgav närmare en miljon personer att de var schlesier.